# Вайдаг малавійський
Вайда́г малавійський (Euplectes psammacromius) — вид горобцеподібних птахів ткачикових (Ploceidae). Мешкає в Східній Африці.

## Опис
Довжина птаха становить 15 см. Під час сезону розмноження у самців помітно видовжується хвіст, який вони використовують під час демонстраційних польотів, таким чином в цей час довжина самців разом з хвостом становить 35 см. Самці під час сезону розмноження мають переважно чорне забарвлення, плечі і третьорядні покривні пера крил у них жовтувато-оранжеві або охристі. В польоті крила здаються коричнюватими, хвіст звисає донизу. Дзьоб міцний, світлий, конічної форми дзьоб, очі чорні, лапи чорнуваті. У самиць і самців під час негніздового періоду забарвлення переважно охристе, поцятковане темними смугами, верхня частина тіла коричнювата, над очима світлі "брови". У самиць, на відміно від самців, горло помітно поцятковане широкими білуватими смугами.

## Поширення і екологія
Малавійські вайдаги мешкають на високогір'ях південно-західної Танзанії (Іринга, Мбея, Сонгве), північного Малаві і крайньої північно-сідної Замбії (східна Мучинга). Вони живуть на високогірних луках, часто поблизу води. Зустрічаються великими зграями, на висоті від 1800 до 3000 м над рівнем моря. Живляться насінням трави і комахами. Малавійським вайдагам притаманна полігінія, коли на одного самця припадає кілька самиць. Гніздо має куполоподібну форму з бічним входом. В кладці 2 яйця.